# Catocala hyperconnexa
Catocala hyperconnexa là một loài bướm đêm trong họ Erebidae.